# Gillian Robespierre
Pour les articles homonymes, voir Robespierre (homonymie).
Gillian Robespierre, née le 29 juin 1978 à Brooklyn (New York), est une réalisatrice et scénariste américaine.

## Biographie

### Formation
- School of Visual Arts (New York)

## Filmographie partielle

### Réalisation et scénario
- 2008 : Beach (vidéo)  (uniquement collaboration a la réalisation)
- 2009 : Obvious Child (court-métrage)
- 2014 : Obvious Child
- 2017 : Landline
- 2019 : Mrs. Fletcher (2 épisodes)